# Sulawesiella rafaelae
Sulawesiella rafaelae är en skalbaggsart som först beskrevs av Johan Wilhelm van Lansberge 1885.  Sulawesiella rafaelae ingår i släktet Sulawesiella och familjen långhorningar.
Artens utbredningsområde är Sulawesi. Inga underarter finns listade i Catalogue of Life.